# A Fantastic Fear of Everything
Pour plus de détails, voir Fiche technique et Distribution.
A Fantastic Fear of Everything est une comédie horrifique britannique réalisée par Crispian Mills avec Chris Hopewell comme co-réalisateur et sortie en 2012.

## Synopsis
Jack B. Nife est un auteur de livres consacré à la jeunesse dont le mariage a été brisé par son obsession pour son livre jamais publié, Harold the Hedgehog (Harold le hérisson). Se consacrant maintenant à l'étude des tueurs en série de l'époque victorienne, il a développé un état paranoïaque et est convaincu d'être constamment observé et sur le point d'être assassiné.

## Fiche technique
Source IMDb
- Réalisation : Crispian Mills et Chris Hopewell (co-réalisateur)
- Scénario : Crispian Mills
- Société de production : Société des Etablissements L. Gaumont
- Musique : Michael Price
- Architecte à la décoration : Chris Hopewell
- Direction artistique : David Bryan et Owen Mann
- Décors : Surya Buck, Fran Cooper et William Philip
- Costumes (conception) : Lou Foley
- Sociétés de production : Indomina Productions, Keel Films et Pinewood Studios
- Format : Couleur - son Dolby Digital - 1,85:1 - Procédé cinématographique : Digital Intermediate (2K, master format) ProRes 4:4:4 (1080/24p, source format)
- Format de projection : cinéma numérique
- Pays d’origine : Royaume-Uni
- Langue : anglais
- Genre : Comédie horrifique
- Durée : 100 minutes
- Dates de sortie : 
  - Royaume-Uni : 8 juin 2012
  - France : 10 septembre 2012 (L'Étrange Festival)

## Distribution
Source IMDb
- Simon Pegg : Jack
- Clare Higgins : Clair
- Amara Karan : Sangeet
- Paul Freeman : Dr. Friedkin
- Alan Drake : Perkins